# Öster-Långseltjärnen
Öster-Långseltjärnen är en sjö i Ragunda kommun i Jämtland och ingår i Indalsälvens huvudavrinningsområde. Sjöns area är 0,024 kvadratkilometer och den befinner sig 309 meter över havet.